# Měděná Venuše
Měděná Venuše (1991, Venus in Copper) je historický detektivní román anglické spisovatelky Lindsey Davisové. Jde o třetí díl dvacetidílné knižní série, odehrávající se v antickém Římě za vlády císaře Vespasiana. Jejím hlavním hrdinou je soukromý informátor (vlastně soukromý detektiv) Marcus Didius Falco, který je také vypravěčem románu.

## Obsah románu
Román se odehrává na jaře roku 71. Falco je obviněn, že patří ke zlodějům císařských stříbrných ingotů (viz román Ztracené stříbro). Je z vězení propuštěn na kauci a podaří se mu prokázat svou nevinu. Za své služby pro císaře Vespasiana dostane od jeho syna Tita obrovského platýse, se kterým má problémy, jak jej uvařit. Protože je jeho finanční situace bídná, rozhodne se přijmout zakázku od zbohatlické rodiny propuštěnců, kteří se cítí být ohroženi mazanou lovkyní bohatých mužů, rusovláskou Severinou Zoticou, která nosí jednoduchou měděnou pečeť se znakem Venuše. Než se Falconovi podaří zjistit o Zotice nějaké kompromitující materiály, dojde k vraždě jednoho z klientů. Falco odhalí, že v pozadí je soupeření dvou bezohledných majitelů realit, kteří používají nevybíravé prostředky, aby rozšířili své panství nad pozemky a zchátralými činžovními domy, z nichž se jeden dokonce zřítí. Při vyšetřování se Falco poprvé setkává s Thalií, exotickou tanečnicí s hady a organizátorkou zábavy pro boháče.
Falconova láska Helena Justina, dcera senátora Decima Camilla Vera, se rozhodne bydlet společně s Falconem.

## Adaptace
- Falco: Venus in Copper (2006), rozhlasová hra, BBC World Radio 4, dramatizace Mary Cutlerová.[2]

## Česká vydání
- Měděná Venuše (Praha: BB/art 2003), přeložila Alena Jindrová-Špilarová.
- Ztracené stříbro, Bronzové stíny, Měděná Venuše (Praha: BB/art 2011), přeložila Alena Jindrová-Špilarová.
- Ztracené stříbro, Bronzové stíny, Měděná Venuše (Praha: BB/art 2012), přeložila Alena Jindrová-Špilarová.